# Колчев, Евгений Алексеевич
Евгений Алексеевич Колчев (бел. Яўген Аляксеевіч Колчаў; род. 13 августа 1959, Минск) — белорусский скульптор и фотограф.

## Биография
Рисованием и лепкой увлекался с детства. Окончил музыкальную школу по классу тромбона. В 1974 году поступил в Минское художественное училище, которое окончил в 1978 году. Большое влияние в художественном плане на молодого скульптора оказал преподаватель Олег Луцевич — выдающийся белорусский график. После училища поступил в Белорусский театрально-художественный институт, который окончил в 1984 году. В разное время его наставниками в институте были такие белорусские скульпторы, как Анатолий Артимович, Анатолий Аникейчик, Андрей Бембель, Михаил Шкробот. Руководителем дипломной работы Евгения Колчева был белорусский скульптор и педагог Геннадий Муромцев.
С 1984 по 1986 год был призван в ряды Советской армии. Служил в Гродно, в танковых войсках, был командиром танка Т-72. Параллельно выполнял оформительские работы. По окончании срока службы, с 1986 по 1989 год стажировался у Заира Азгура в творческих мастерских Академии Художеств СССР в Минске.

## Творчество
Создавал станковые скульптуры в реалистическом стиле, увлекался анималистическим жанром. С 1982 года участвовал в художественных экспозициях. В 1990 году вступил в ряды Союза художников СССР, с 1991 года член Белорусского Союза художников. С 1989 по 1992 год преподавал в Белорусском Политехническом институте на факультете архитектуры. С 1992 по 2000 год работал в области реставрации исторических памятников архитектуры. В частности, принимал активное участие в восстановлении сложных архитектурных и скульптурных элементов памятников готической архитектуры и архитектуры барокко на территории Германии и Польши. Работы скульптора украшают улицы и здания Минска, находятся в коллекции Музея современного изобразительного искусства, а также в частных коллекциях.

## Галерея

Рельефы
Рельеф в Красном костёле, Минск
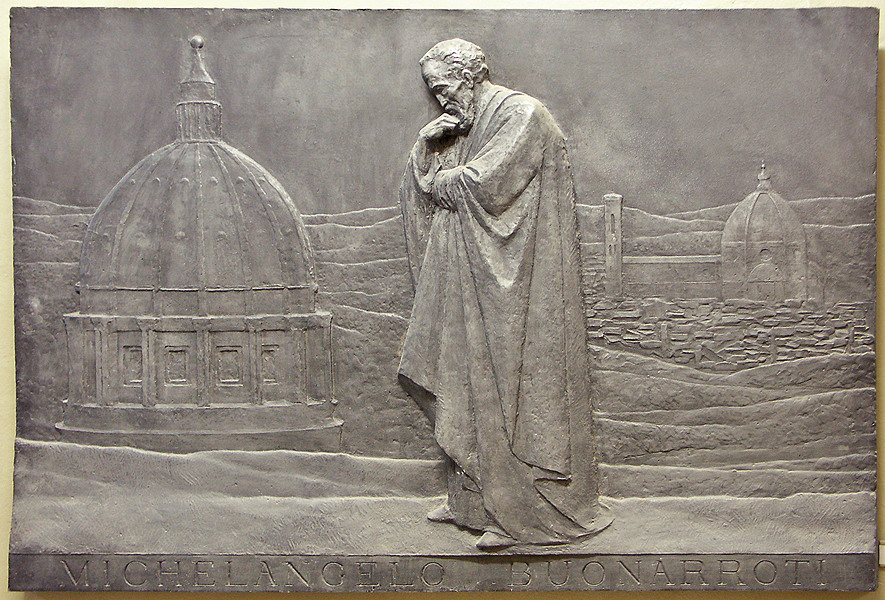
Микеланджело, 2003 год, бронза.

Скульптура
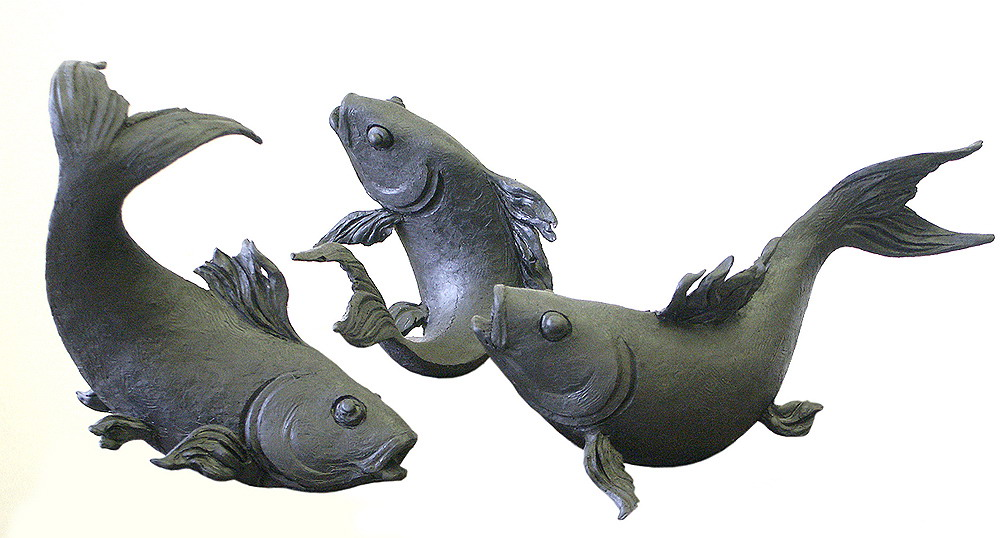
«Рыбы», бронза
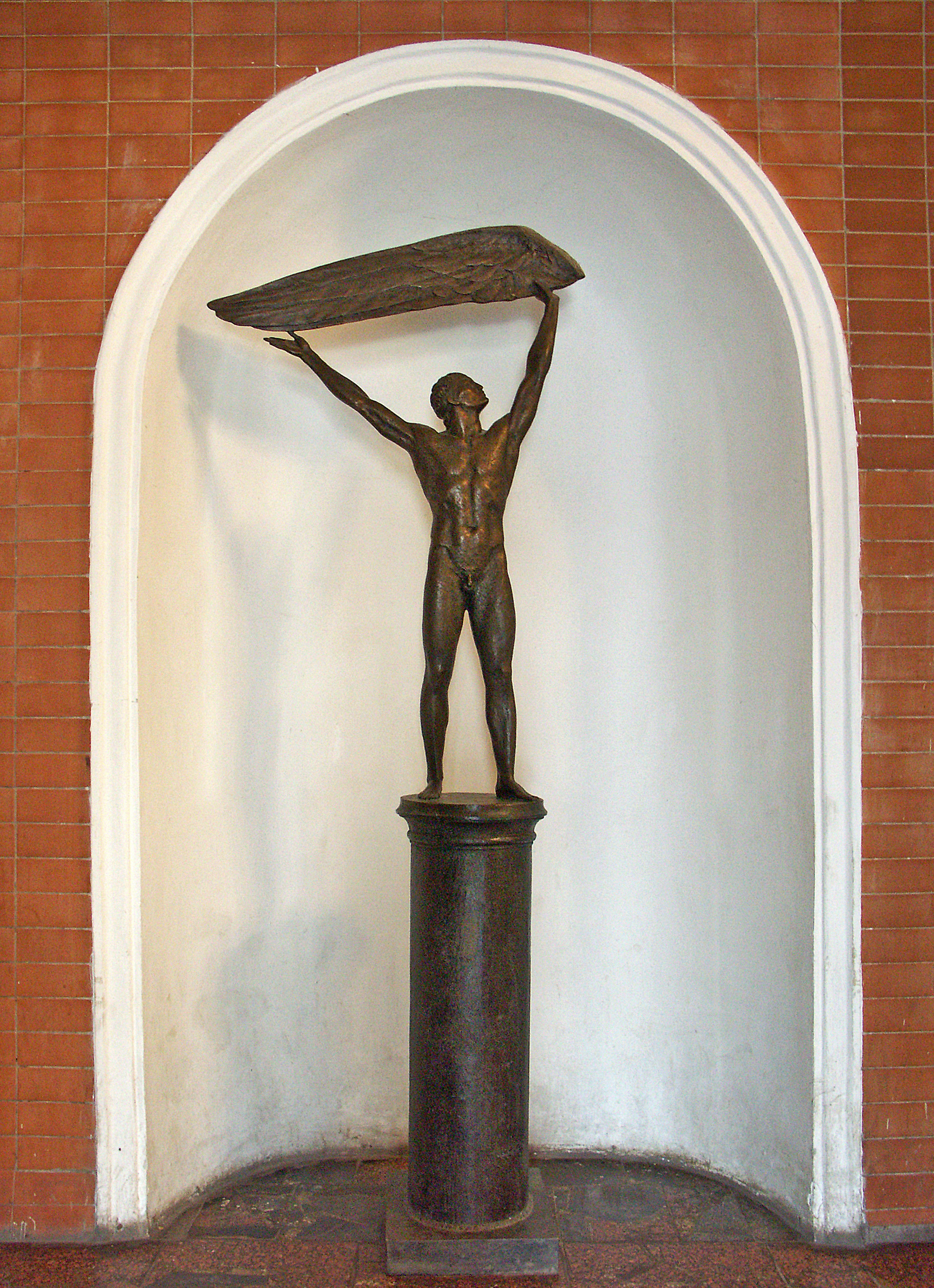
«Икар» (Минск)